# Agrotis corsa
Agrotis corsa là một loài bướm đêm trong họ Noctuidae.